# Red Hill River
De Red Hill River is een 10 km lange rivier in de Amerikaanse staat New Hampshire die de Red Hill Pond verbindt met Lake Winnipesaukee.